# 彼得·科尔纳利
彼得·科尔纳利（法語：Petr Cornelie，1995年7月26日—），法国男子篮球运动员，司职大前锋。他曾代表法国国家队参加2020年夏季奥林匹克运动会男子篮球比赛，获得一枚银牌。